# Lucé, Eure-et-Loir
Lucé je jugozahodno predmestje Chartresa in občina v srednjem francoskem departmaju Eure-et-Loir regije Center. Naselje je leta 2008 imelo 15.716 prebivalcev.

## Geografija
Kraj leži v pokrajini Orléanais 2 km jugozahodno od središča Chartresa.

## Uprava
Lucé je sedež istoimenskega kantona, v katerega sta poleg njegove vključeni še občini Amilly in Cintray z 20.047 prebivalci.
Kanton Lucé je sestavni del okrožja Chartres.

## Pobratena mesta
- Fajões (Portugalska),
- Traunreut (Bavarska, Nemčija).